# 堡垒 (未发行游戏)
《堡垒》（又译作）是由Grin开发，但最终取消制作的动作角色扮演游戏。游戏由总监Ulf Andersson构思概念，从2008年下半年开始制作。史克威尔艾尼克斯在开发期间和开发商洽谈，提議让游戏作为《最终幻想XII》的衍生作品。Grin同意游戏使用最终幻想的伊瓦莉斯设定，并融入《最终幻想XII》的风格主题与角色设计元素；游戏也采用陆行鸟等最终幻想系列的代表性物种。游戏原定于Microsoft Windows、PlayStation 3和Xbox 360平台发行。
史克威尔艾尼克斯在开发期间，数月未向Grin支付资金，并对游戏北欧画风持反对态度。Grin尝试贴近最终幻想系列的画风，但史克威尔艾尼克斯在开发六个月后告知，他们拒絕支付費用，数天后开发商申请破产。《堡壘》雖在2011年交由未名的工作室開發，但亦開發中止，遊戲不再以任何形式推出。

## 开发

一幅由Tony Holmsten绘制的《堡垒》的概念设计原画，他曾是开发团队中的一位艺术家。

在Grin共同创建人Ulf Andersson起初的概念设计中，《堡垒》是一款奇幻游戏。游戏从2008年下半年开始制作。主角色美术师Björn Albihn称，《堡垒》为“一款故事和制作水准都是史诗级的游戏”。项目采用兼容Microsoft Windows、PlayStation 3和Xbox 360的游戏引擎开发。开发团队由创意总监Andersson领衔，艺术总监Anders De Geer和Albihn分别负责概念艺术和3D资料。技术美术Erik Lindqvist统领游戏设计。Grin的关卡设计师Guillaumue Mraz称，游戏画风类似于《上古卷轴V：天际》，应当是写实的。
游戏发行商数度更易，其中日本游戏公司史克威尔艾尼克斯对项目表示了兴趣。史克威尔艾尼克斯时任总裁和田洋一数度拜访Grin，对游戏动作角色扮演概念和北欧视觉风格表示偏爱。和田在有机会看到《希魔复活》——Grin当时为日本公司卡普空开发的游戏——的头目战后，表示他已经看够了，决定由公司以最终幻想衍生作品之名义发行《堡垒》。
Grin创办人在《堡垒》成為最终幻想作品时表示，“我们期望参与和革命最终幻想，这正是他们之所望”。《堡垒》设定于《最终幻想XII》的虚构世界伊瓦莉斯，故事时间于此后某时。游戏除许多原创角色与地点外，还收录《最终幻想XII》中艾雪和裁判、另及陆行鸟等系列常见物种的概念图。在主技术美术Anders Bodbacka的资料视频中，出现了《最终幻想XII》的角色拉萨·索利德和巴修·冯·罗森伯格。Grin副制作人Linda Dahlberg表示，游戏“主要设定于巨大堡垒”，和一般最终幻想游戏不同，熟悉的角色将探索“北欧”版的最终幻想。游戏设计中还有平原、森林、沙漠、雪野等景色。
游戏主要敌人为海上入侵者。其外貌原型为维京人，所用武器和防具刻有海与海怪装饰。在头目战的设计中，玩家会和巨大化的最终幻想怪物魔界花战斗，玩家可从它背后的海草爬到上方，向其弱点投掷炸弹。设计文件表明游戏分为7章，玩家要从要塞的大门登上顶层。Grin音乐总监Erik Thunberg表示，配乐中有最终幻想主题曲《序章》的改编曲。

## 取消
史克威尔艾尼克斯预定依项目里程碑，分批向Grin支付共1,650万美元的《堡垒》制作费。史克威尔艾尼克斯在开发前两个月没有支付资金，但Grin共同创办人Bo Andersson认为延期付款司空见惯，并对项目抱有信心，因而起初并不着急。但Grin几个月后仍未拿到资金，工作室每月需支出1,200万克朗。公司在关闭除斯德哥尔摩外的全部办公室后，事件仍无转机。Grin在2009年推出的《终结者》、《刺客联盟》和《希魔复活》在评论与销量上双双失利，加剧了公司的财政危机，并似乎让史克威尔艾尼克斯不安。史克威尔艾尼克斯希望Grin更新并发送全部游戏资料——包括代码、音乐文件，乃至开发语言。Andersson对这一举动无法接受，称这“几乎是犯罪行径”。
史克威尔艾尼克斯改变了意向，对北欧风格不再表示兴趣，Grin因此轉換了风格。游戏保密严格且变更频繁，大部分雇员到开发甚晚期，才知道这是款最终幻想游戏。Grin企圖更贴近传统最终幻想游戏的画风，但仍不获积极反馈。Grin在回应中，向史克威尔艾尼克斯發送了《最终幻想XII》的畫面，稱後者自己的產品也不像最终幻想的风格。Grin交流后得出结论，他们已无任何办法满足发行商。
史克威尔艾尼克斯在2009年8月上旬，电话告知Grin他们不会支付报酬。Grin创办人考虑起诉，但资金耗尽令其在制作六个月后停产。Grin还中止了其他一切项目，并因瑞典法律严厉企业负债运营而申报破产。项目3D美术之一Magnus Ihrefors称，他只发现游戏在8月取消，但这是他们“再次走上正轨的最后机会”。开发商在2009年8月12日关闭办公室，并称“许多开发商”的欠款让“现金流无法承受”，他们在告别信中称《堡垒》为“不允许完成的未发行杰作”。按破产报告描述，史克威尔艾尼克斯认为《堡垒》的开发目标“未曾令人满意”；但Andersson称，他们达成史克威尔艾尼克斯制作人最初设立的里程碑。Mraz称，Grin似乎忽视史克威尔艾尼克斯的修改要求，公司因最終幻想系列的重要性，不能忽視這種行為。

## 後續
Grin雇員在公司關閉後，回顧了《堡壘》的歷史，並將項目概念圖用於簡歷。2010年1月，網上流出未獲證實的《堡壘》技術演示鏡頭。視訊顯示遊戲情節「設定於《最終幻想XII 歸來之翼》的某時之後」，同時可能由史克威爾艾尼克斯子公司Eidos蒙特婁接手。史克威爾艾尼克斯北美子公司業務發展總監David Hoffman在2010年5月回應愛好者，「我目前和曾經都沒有參與傳言的《堡壘》項目」。史克威爾艾尼克斯一度派秘密工作室繼續開發《堡壘》項目，但也已完結。史克威爾艾尼克斯的鳥山求在E3 2011的採訪表示，遊戲開發中止，「將不再發行」。音樂總監Erik Thunberg在2012年放出了遊戲音樂。